# Evangelische Landeskirche in Hessen-Kassel
Die Evangelische Landeskirche in Hessen-Kassel war eine evangelische Kirche, die als Territorialkirche im Deutschen Reich in der Reformationszeit entstand und unter diesem Namen als Landeskirche bis 1934 existierte. 

## Geschichte
Die Geschichte der Kirche ist untrennbar mit der Geschichte der Landgrafschaft Hessen-Kassel verbunden, die nach Teilung des Landes 1567 entstanden war. In der Landgrafschaft Hessen hatte Philipp der Großmütige bereits ab 1524 die Reformation lutherischen Bekenntnisses eingeführt. 1527 wurde in Marburg an der Lahn die Universität gegründet. Landgraf Moritz gründete 1599 ein Kanzlei-Konsistorium in Kassel und führte 1605 das reformierte Bekenntnis im Gebiet der Landgrafschaft Hessen-Kassel ein. Das Gebiet um Marburg blieb jedoch lutherisch, während die Universität reformiert wurde (siehe Konfessionsverhältnisse in der Landgrafschaft Hessen-Kassel). Auch der 1640 erworbene Teil der Grafschaft Schaumburg blieb überwiegend lutherisch und behielt sein eigenes Konsistorium. Nach dem Dreißigjährigen Krieg förderte Landgraf Wilhelm VI. im Geist der Irenik einen Ausgleich der Bekenntnisse. Am Ende des 17. Jahrhunderts öffnete sich das Land für Hugenotten und Waldenser. Im Jahre 1704 wurde neben Kassel in Marburg ein weiteres Konsistorium gegründet. Kassel war forthin für die Provinz Niederhessen, Marburg für die Provinz Oberhessen zuständig. Durch den Erwerb der Grafschaft Hanau-Münzenberg 1736 verfügte Hessen-Kassel schließlich über zwei weitere Konsistorien in Hanau, ein reformiertes und ein lutherisches, da die Grafschaft konfessionell gemischt war. 
1803 wurde der Landgraf zum Kurfürsten erhoben und nach dem Wiener Kongress erhielt er das Gebiet des ehemaligen Geistlichen Fürstentums Fulda sowie einen Teil des Fürstentums Isenburg hinzu. Sein Herrschaftsbereich wurde als Kurfürstentum Hessen bezeichnet. 1818 beteiligten sich die evangelischen Gemeinden dieser beiden Gebiete an der Hanauer Union, auch Buchbinderunion genannt, bei der sich die meisten evangelischen Gemeinden beider Bekenntnisse zu einer unierten Kirche zusammenschlossen und die beiden Konsistorien zu einem zusammengeschlossen wurden. 1821 bestimmte ein Organisationsedikt für die neu gebildeten Provinzen Niederhessen, Oberhessen, Fulda und Hanau die Gründung von drei Provinzialkonsistorien in Kassel (Niederhessen; hier blieb in Rinteln eine „Konsistorialdeputation“ für die schaumburgische Exklave bestehen), Marburg (Oberhessen) und Hanau. Mitte des 19. Jahrhunderts kam es vor allem durch den Einfluss August Vilmars zu einer Renaissance des lutherischen Bekenntnisses innerhalb der Kirche, der sich wiederum Heinrich Heppe mit Hinweis auf die irenische Tradition Niederhessens widersetzte.
1866 wurde das Kurfürstentum Hessen von Preußen annektiert und mit der ehemals Freien Reichsstadt Frankfurt am Main und dem Herzogtum Nassau (Hauptstadt Wiesbaden) zur Provinz Hessen-Nassau (Hauptstadt Kassel) vereinigt. Zu diesem Zeitpunkt stellte die preußische Verwaltung für das kurhessische Gebiet, das nun den Regierungsbezirk Kassel bildete, fest: „In dem ehemaligen Kurfürstenthum Hessen befinden sich Lutheraner, Reformirte und Unirte in gesonderten kirchlichen Abtheilungen neben einander. Der Konsistorial-Bezirk Kassel ist, mit Ausnahme der lutherischen Grafschaft Schaumburg und einem Theile der Herrschaft Schmalkalden, fast ganz reformirt, der Konsistorial-Bezirk Marburg hat, außer der reformirten Grafschaft Ziegenhain, fast nur Lutherische, der Konsistorial-Bezirk Hanau ist, mit Ausnahme einiger Gemeinden im Fuldaischen und in standesherrlichen Gebieten, durchweg unirt.“ Die Befürchtung, das lutherische Bekenntnis könne im Zuge einer Übernahme der preußischen Union beeinträchtigt werden, führte aber zu weiterem Bekenntnisstreit und schließlich 1874 zur Bildung der Renitenten Kirche ungeänderter Augsburgischer Konfession in Hessen. Hierzu trugen auch die Bestrebungen des preußischen Kultusministers Heinrich von Mühler bei, in der evangelischen Kirche im Regierungsbezirk Kassel eine Presbyterial-Synodalordnung einzuführen, was allerdings schon 1871 vom Preußischen Abgeordnetenhaus abgelehnt wurde.

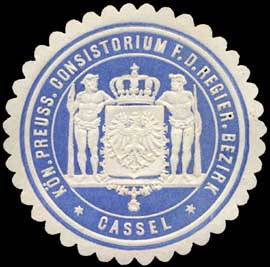
Siegelmarke des Konsistoriums für den Bezirk Kassel

Die drei ehemals kurhessischen Konsistorialbezirke Kassel, Marburg und Hanau wurden 1873 zu einem Gesamtkonsistorium in Kassel vereinigt. Eine (außerordentliche) Gesamtsynode wurde jedoch erst 1884 einberufen. Auf Grundlage ihrer Beschlüsse wurde 1886 eine Presbyterial-Synodalordnung nach Muster der altpreußischen Kirchenverfassung von 1873/76 eingeführt. Neben dem vereinigten Konsistorium Kassel gab es innerhalb der preußischen Provinz Hessen-Nassau noch zwei weitere Konsistorialbezirke, Wiesbaden und Frankfurt, die im 20. Jahrhundert Teil der Evangelischen Kirche in Hessen und Nassau wurden.
Oberhaupt der Kirche in Hessen-Kassel war bis 1866 der jeweilige Kurfürst, danach der König von Preußen als „summus episcopus“. Geistliche Leiter waren Theologen mit dem Titel Superintendent bzw. Generalsuperintendent. Nach Einführung der Reformation 1526 wurden in ganz Hessen insgesamt sechs Superintendenten eingesetzt, die in Kassel, Rotenburg (später Allendorf a.d.W.), Alsfeld, Darmstadt und St. Goar ihren Wohnsitz hatten. In der Mitte des 19. Jahrhunderts gab es zehn Superintendenturen:
- Konsistorium Kassel: Kassel (reformiert), Allendorf (reformiert), Rinteln in Schaumburg (lutherisch), Hersfeld (reformiert), Schmalkalden (lutherisch) und Schmalkalden (reformiert)
- Konsistorium Marburg: Marburg (lutherisch), Marburg (reformiert)
- Konsistorium Hanau: Hanau (uniert), Fulda (uniert)

Durch die Vereinigung der drei Konsistorien zu einem gemeinsamen Konsistorium in Kassel 1873 gab es forthin drei Generalsuperintendenten als geistliche Oberhäupter, und zwar je einen für das lutherische, das reformierte und das unierte Bekenntnis. Die Konsistorien bzw. das gemeinsame Oberkonsistorium in Kassel wurde von einem Präsidenten geleitet.
Nach dem Ersten Weltkrieg (Wegfall des landesherrlichen Kirchenregiments) wurde eine gemeinsame Verfassung verabschiedet (1924); seitdem trug die Kirche den Namen Evangelische Landeskirche in Hessen-Cassel. Das Konsistorium wurde zum Landeskirchenamt mit einem Präsidenten an der Spitze. Eine Bekenntnisunion (wie im 19. Jahrhundert in Hanau geschehen) fand jedoch weiterhin nicht statt. Somit gibt es bis heute lutherische, reformierte und unierte Gemeinden in Hessen-Kassel, viele Gemeinden nennen sich aber nur noch evangelisch.
Die Kirche gliederte sich nach 1924 in einen Nord-, West- und Südsprengel mit je einem Landespfarrer an der Spitze. Einer dieser Landespfarrer wurde vom Landeskirchentag zum Landesoberpfarrer auf Lebenszeit gewählt. Dieser war somit Oberhaupt der gesamten Kirche. Er war Vorsitzender der Kirchenregierung, zu der noch der Präsident des Landeskirchenamts, der Stellvertretende Landesoberpfarrer, der 3. Landespfarrer und ein Kirchenrat sowie 5 gewählte Mitglieder des Landeskirchentages und deren Stellvertreter gehörten. Erster Landesoberpfarrer wurde Heinrich Möller, der Ende 1933 aufgrund des Kirchenkampfes zurücktrat.
1934 vereinigte sich die Kirche mit der Evangelischen Landeskirche in Waldeck zur Evangelischen Kirche von Kurhessen-Waldeck. Der 1932 an die Provinz Hannover gefallene Kreis Schaumburg wurde dabei an die Evangelisch-lutherische Landeskirche Hannovers abgegeben; die in Thüringen liegende Exklave Schmalkalden verblieb jedoch bei der neuen Landeskirche.

## Konsistorialpräsidenten, Präsidenten des Landeskirchenamts
Die Konsistorialpräsidenten, Präsidenten des Landeskirchenamts, Vizepräsidenten des Vereinigten Konsistoriums bzw. des Landeskirchenamts von 1873 bis 1934 waren
- 1873–1881: Wilhelm Schmidt, Konsistorialpräsident in Kassel
- 1881–1891: Ernst von Weyrauch, Konsistorialpräsident in Kassel
- 1891–1894: Friedrich von Trott zu Solz, Konsistorialpräsident in Kassel
- 1894–1908: Carl Ferdinand Ernst von Altenbockum, Konsistorialpräsident in Kassel
- 1908–1924: Kurt Freiherr Schenck zu Schweinsberg, Konsistorialpräsident in Kassel
- 1924–1927: Carl Stamm, Präsident des Landeskirchenamts in Kassel
- 1927–1933: Karl Bähr, Präsident des Landeskirchenamts in Kassel
- (1933–1942: Vakanz)

## Gesangbücher
Als wichtigste Gesangbücher der Kirche sind zu nennen:
- Verbessertes Gesang-Buch zum Gebrauch bei dem öffentlichen Gottes-Dienste sowohl als zur Privat-Erbauung, Cassel, 1825.
- Neues Gesangbuch für die evangelisch-lutherischen Gemeinden in den hochfürstlich-hessen-casselischen Landen bzw. in den kurfürstlich-hessischen Landen, Cassel, ab 1783.
- Evangelisches Kirchengesangbuch für den Konsistorialbezirk Cassel, Hrsg. vom Königlichen Konsistorium zu Cassel unter Mitwirkung des Gesamt-Synodal-Ausschusses, Cassel, 1889, später mit dem Titel „Kirchengesangbuch der Evangelischen Landeskirche in Hessen-Cassel“.
- Evangelisches Gesangbuch – Ausgabe für Hessen-Kassel, Stuttgart, 1948 mit den Liedern des Deutschen Evangelischen Gesangbuches.